# Xylotrechus rufobasalis
Xylotrechus rufobasalis är en skalbaggsart som beskrevs av Maurice Pic 1937. Xylotrechus rufobasalis ingår i släktet Xylotrechus och familjen långhorningar.
Artens utbredningsområde är Laos. Inga underarter finns listade i Catalogue of Life.